# Bismarck, Missouri
Bismarck är en ort i Saint Francois County i delstaten Missouri, USA.